# Neoclinus chihiroe
Neoclinus chihiroe är en fiskart som beskrevs av Fukao, 1987. Neoclinus chihiroe ingår i släktet Neoclinus och familjen Chaenopsidae. Inga underarter finns listade i Catalogue of Life.